# اونیه، سوئد
اونیه، سوئد (به سوئدی: Ånge) یک منطقهٔ مسکونی در سوئد است که در بخش اونیه واقع شده‌است. اونیه ۳٫۶۰ کیلومتر مربع مساحت و ۲٬۸۷۲ نفر جمعیت دارد.